# Philippe Depienne
 Philippe Depienne es un escultor , pintor y novelista y dramaturgo francés , nacido el año 1959 en Douai (Nord).

## Datos biográficos
Muy joven Philippe Depienne demostró talento para el dibujo. Mientras tanto, aprendió las bases de la metalurgia en el negocio familiar. Después de estudiar historia e historia del arte, se convirtió en escultor en 1987 después de regresar de un viaje a Florencia.

## Obras

### Escultoras
- 1992 : Métanimal, Hipódromo de Douai (S.N.)[1]
- 1994 : L’Homme au Tambour, Conservatorio de Haltern, Alemania
- 1995 : Le Grand Félix, parvis du Smaezi, Douai
- 1995 : Bouquet, Musée de la Chartreuse de Douai[2]
- 1996 : La Java des Gaspards, rotonda del colegio, Roost-Warendin[3]
- 1997 : Giréole, Centre historique minier de Lewarde[4]
- 1997 : L’Ornithomancier, Residencia Clovis, Arras
- 1998 : Auto portrait de Mr Deuche, Citroën, 50 aniversario de la creación de la 2CV

### Publicaciones
Novelas
- 2005 : Une année de plus, L’Observateur
- 2006 : Mortel Gayant, L’Observateur[5]

Teatro
- 2008 : 13 à table, sans compter les absents, compañía del Rouget Noir
- 2009 : Roger Supermec, compagnie du Rouget Noir[6]
- 2010 : Comme par Hasard, compañía del Rouget Noir
- 2011 : Si t'en veux, tu viens !, compañía del Rouget Noir[7]